# 維斯卡查約克山 (欽奇瓦西區)
12°29′03″S 74°35′35″W / 12.48417°S 74.59306°W
維斯卡查約克山（Viscachayoc），是秘魯的山峰，位於該國中南部萬卡韋利卡大區，由丘爾坎帕省的欽奇瓦西區負責管轄，屬於安地斯山脈的一部分，海拔高度4,200米。